# Rijksakademie op de kaart
Rijksakademie op de kaart is een brochure uitgegeven op 2 juli 2020 door de Rijksakademie van beeldende kunsten. 

## Inleiding
Ter viering van hun 150-jarig bestaan gaf zij een kaart van Amsterdam uit, waarop aangetekend 441 kunstwerken in de (semi-)openbare ruimten in de stad. De kunstwerken kwamen in allerlei stijlen, vormen en maten, van gevelstenen tot het Monument Indië-Nederland. Voorwaarde was alleen dat de maker/ontwerper een leerling of leraar van de academie was geweest. Op de achterzijde gaf het tevens een korte omschrijving van de kunstwerken. Vanwege ruimtegebrek kon niet het gehele oeuvre van Hildo Krop getoond/omschreven worden; hij had als stadsbeeldhouwer “te veel” beelden opgeleverd om weer te geven.
Hans Aarsman maakte voor een aantal beelden een podcast.
De kunstwerken werden per stadsdeel ingedeeld:
- Noord: nummers 1 tot en met 33; beginnend met Drie pylonen van Ben Guntenaar
- Nieuw-West: nummer 34 tot en met 136
- West: nummers 137 tot en met 171
- Centrum: nummers 172 tot en met 233
- Zuid: nummers 234 tot en met 334
- Oost: nummers 335 tot en met 406
- Zuidoost: nummers 407 tot en met 441, eindigend met werk van Marte Röling

## Selectie

### Amsterdam Noord

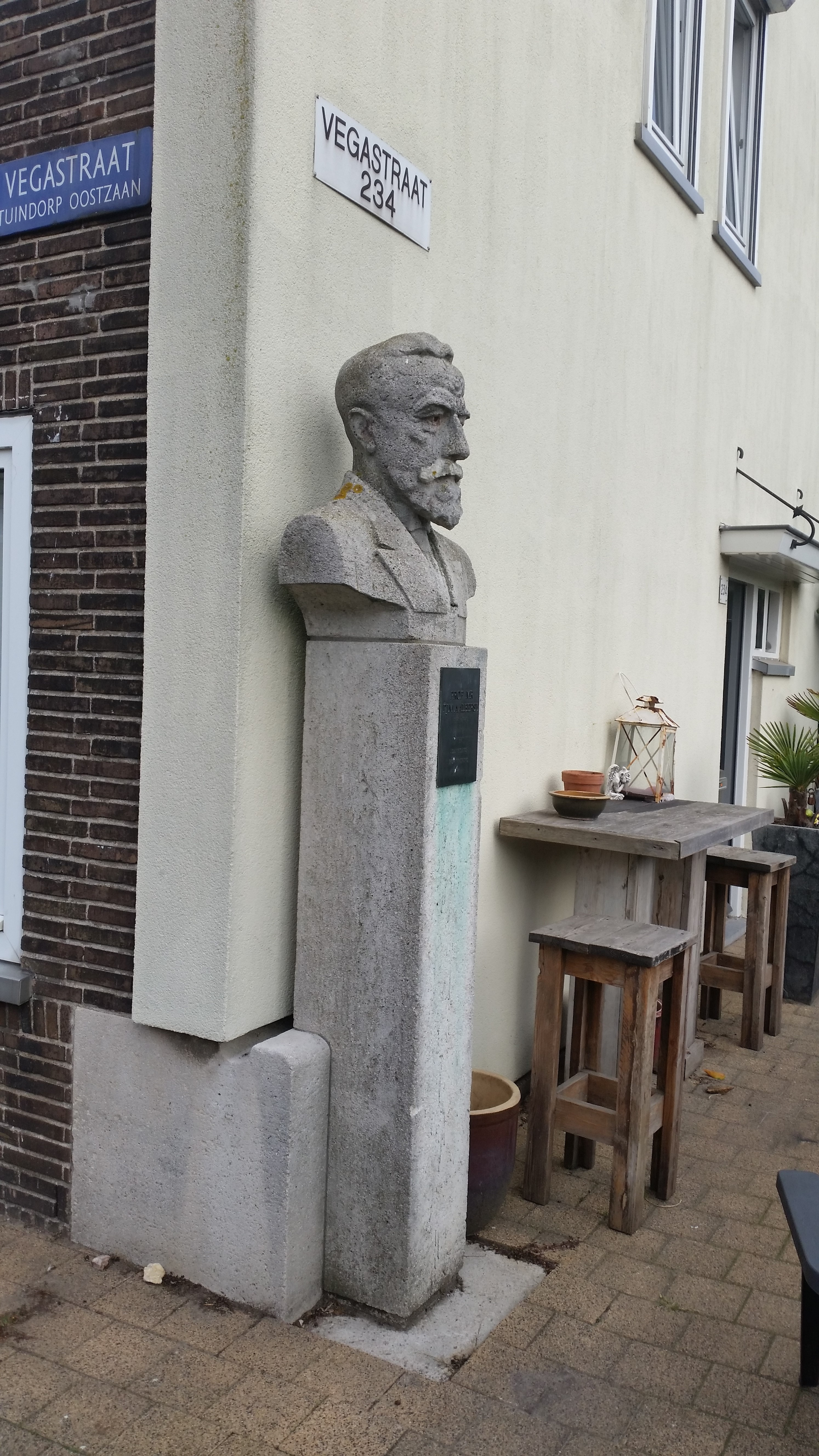
3 Borstbeeld Prof. Mr. P.J.M. Aalberse Cephas Stauthamer Foto: 2018
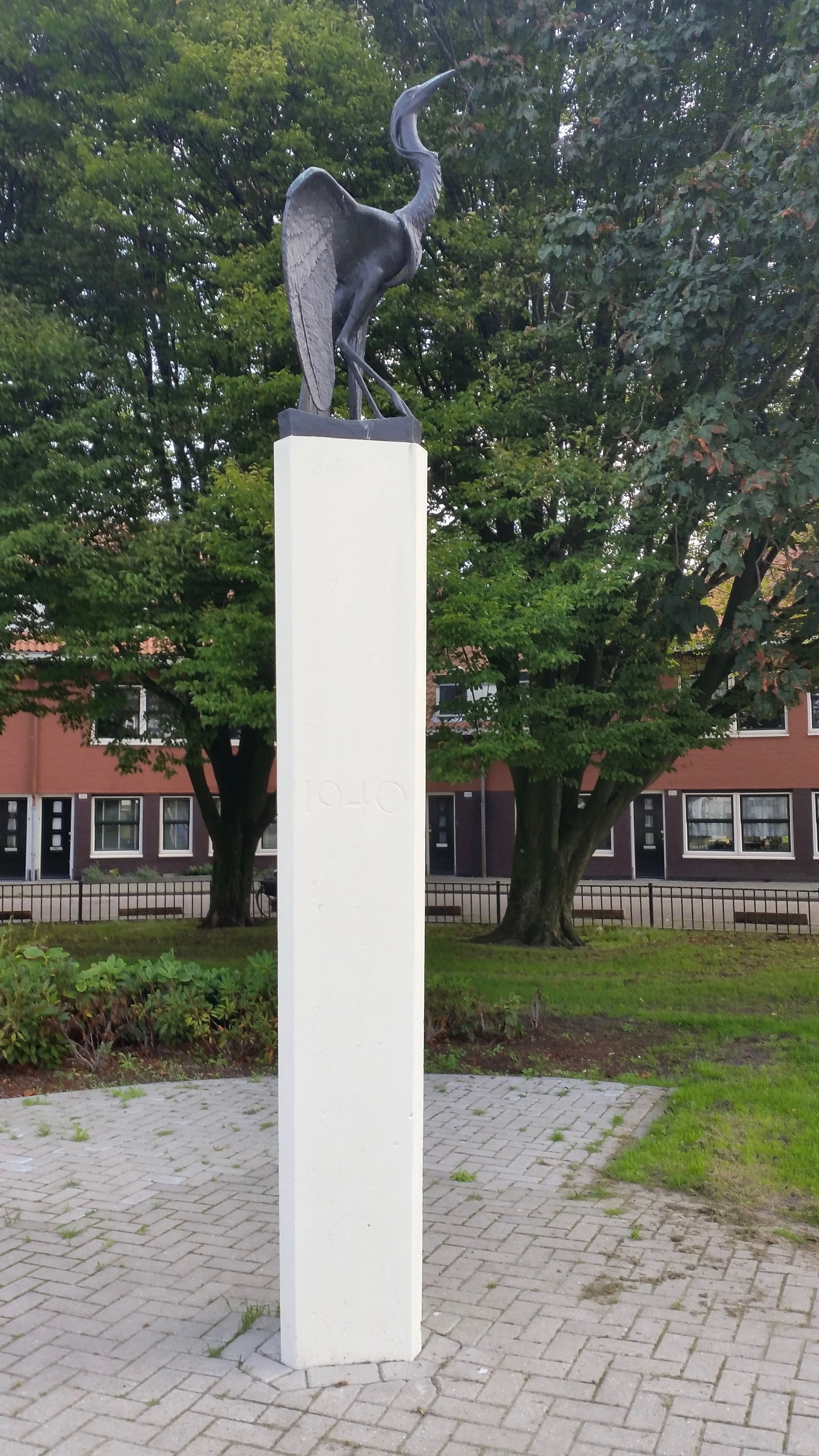
12 Phoenix Henk Dannenburg Foto: 2018
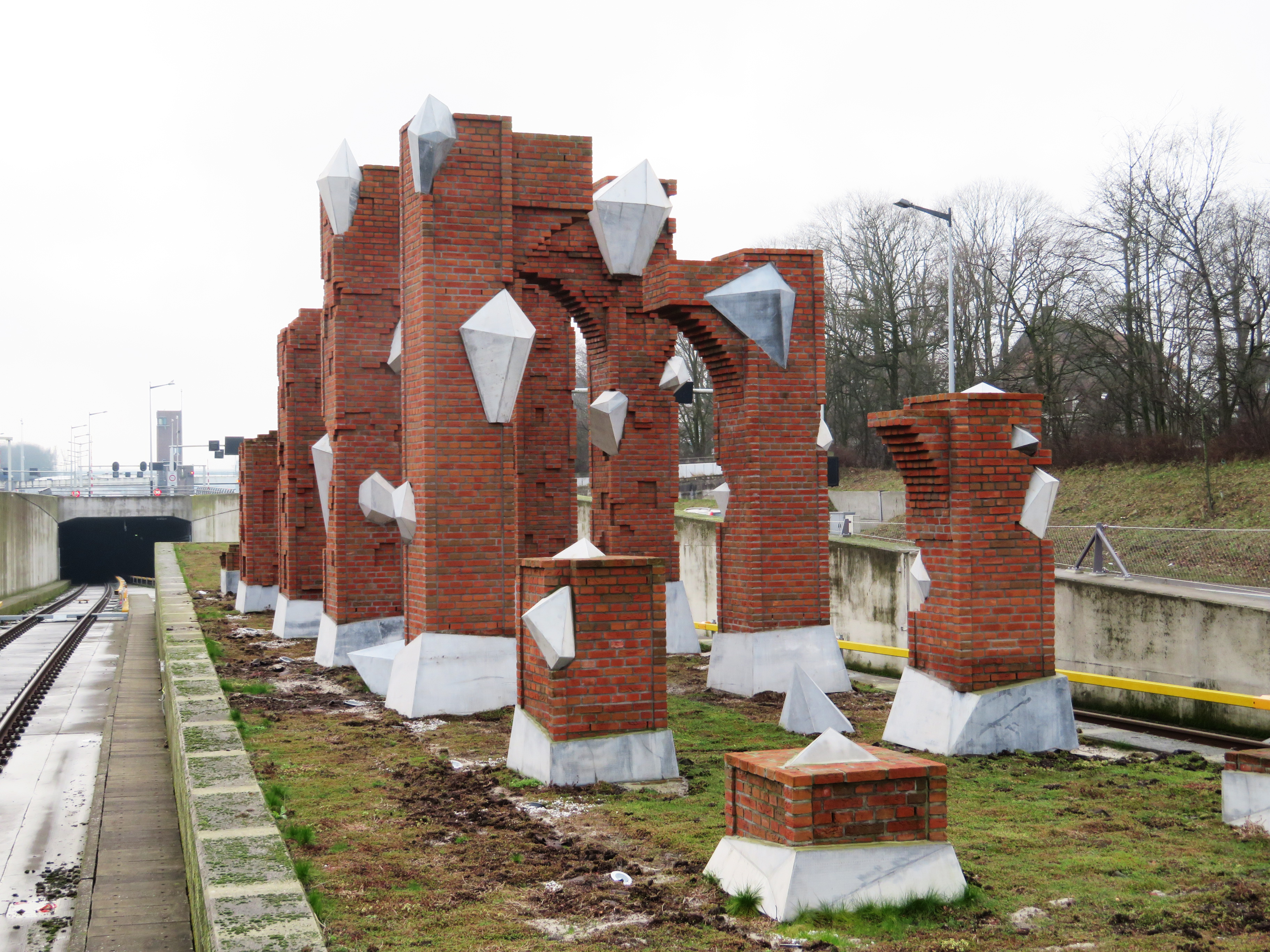
27 Poorten van Noord Margit Lukács, Persijn Broersen Foto: 2018

### Amsterdam Nieuw-West

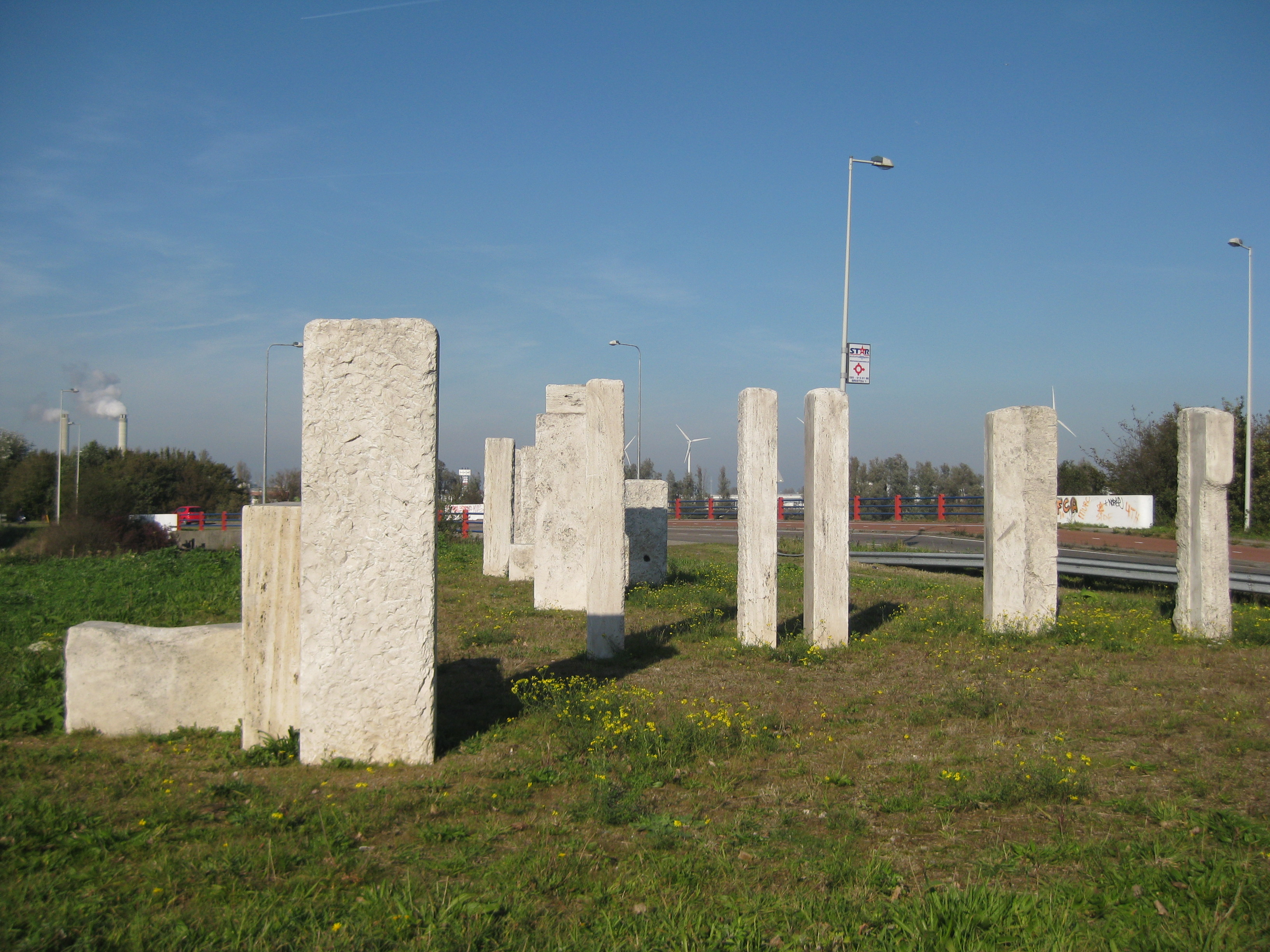
34 Plastische tekens in steen Ben Guntenaar Foto: 2011
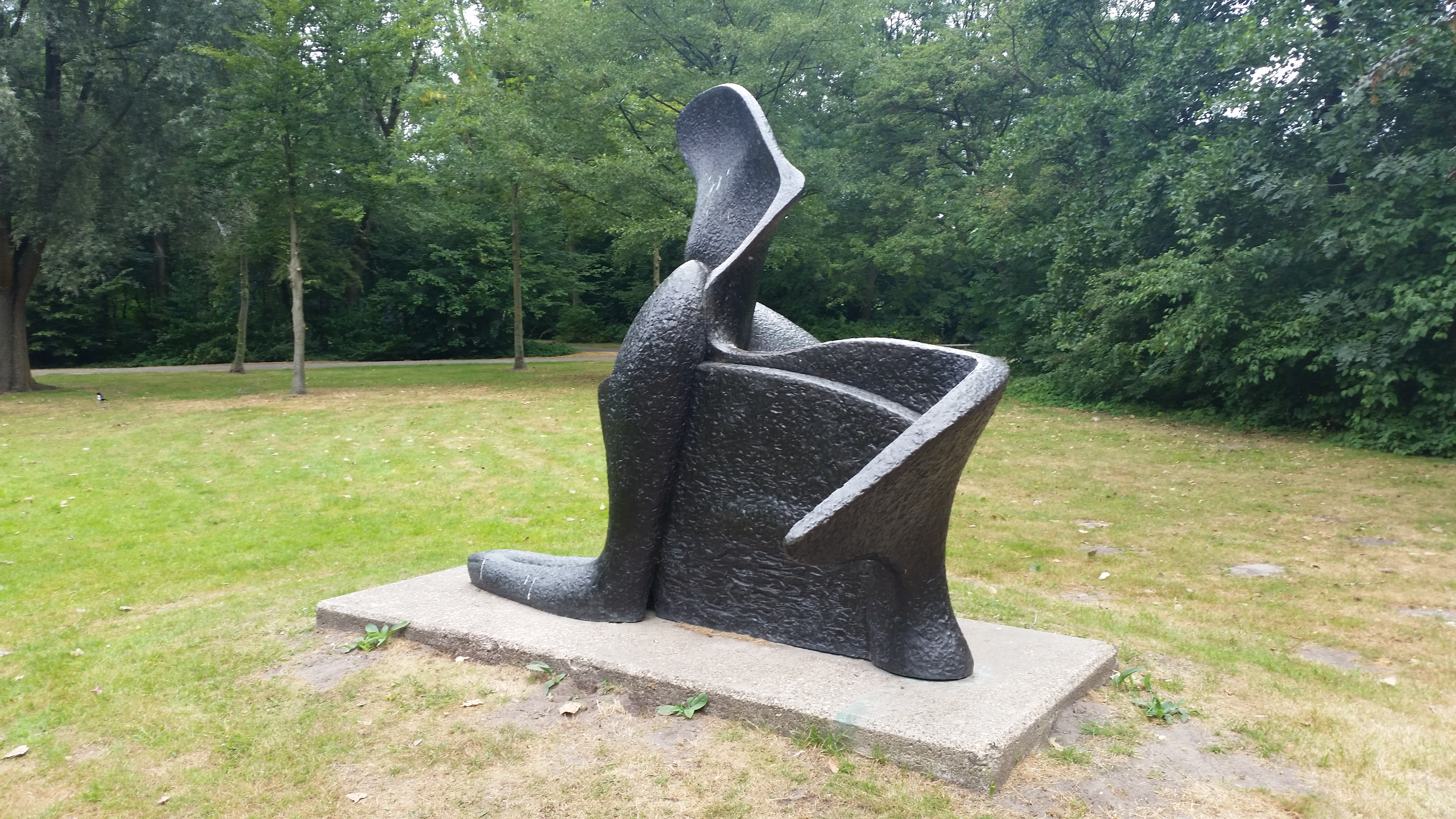
46:Love sphinx Carel Kneulman Foto : 2018
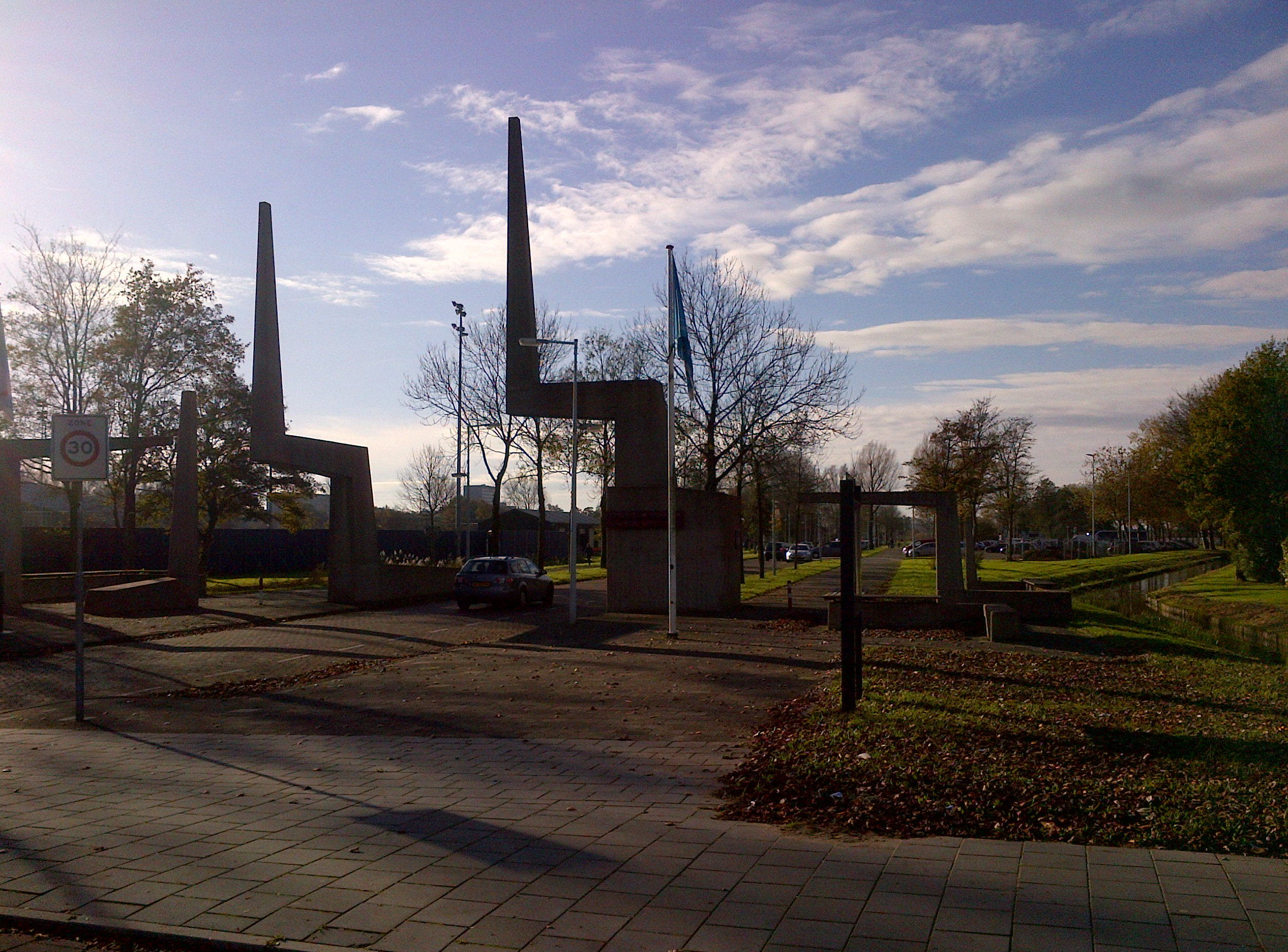
65 Poort van Constant Constant Nieuwenhuijs Foto: 2014

### Amsterdam West

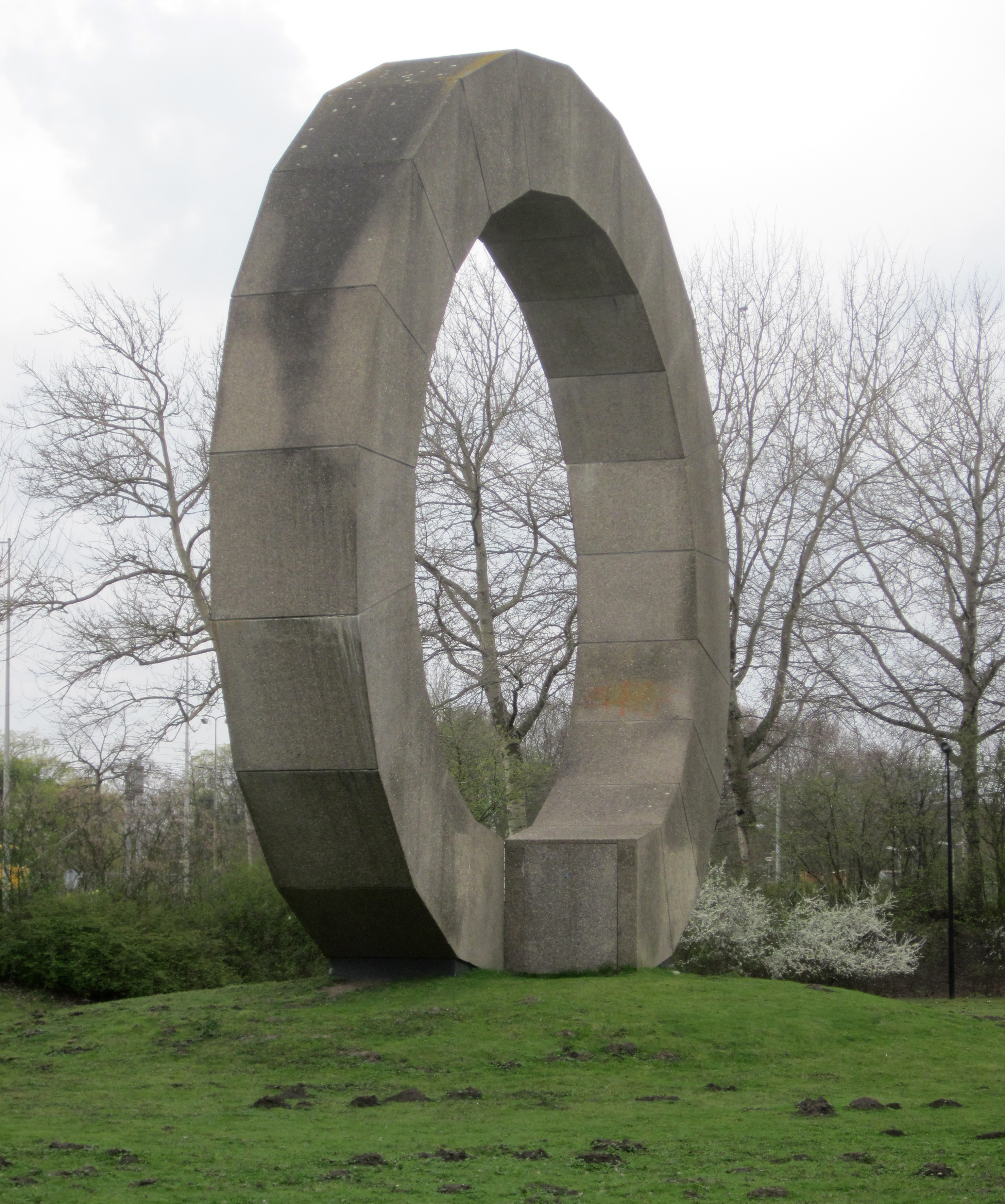
137 Gebroken cirkel Ad Dekkers Foto: 2011
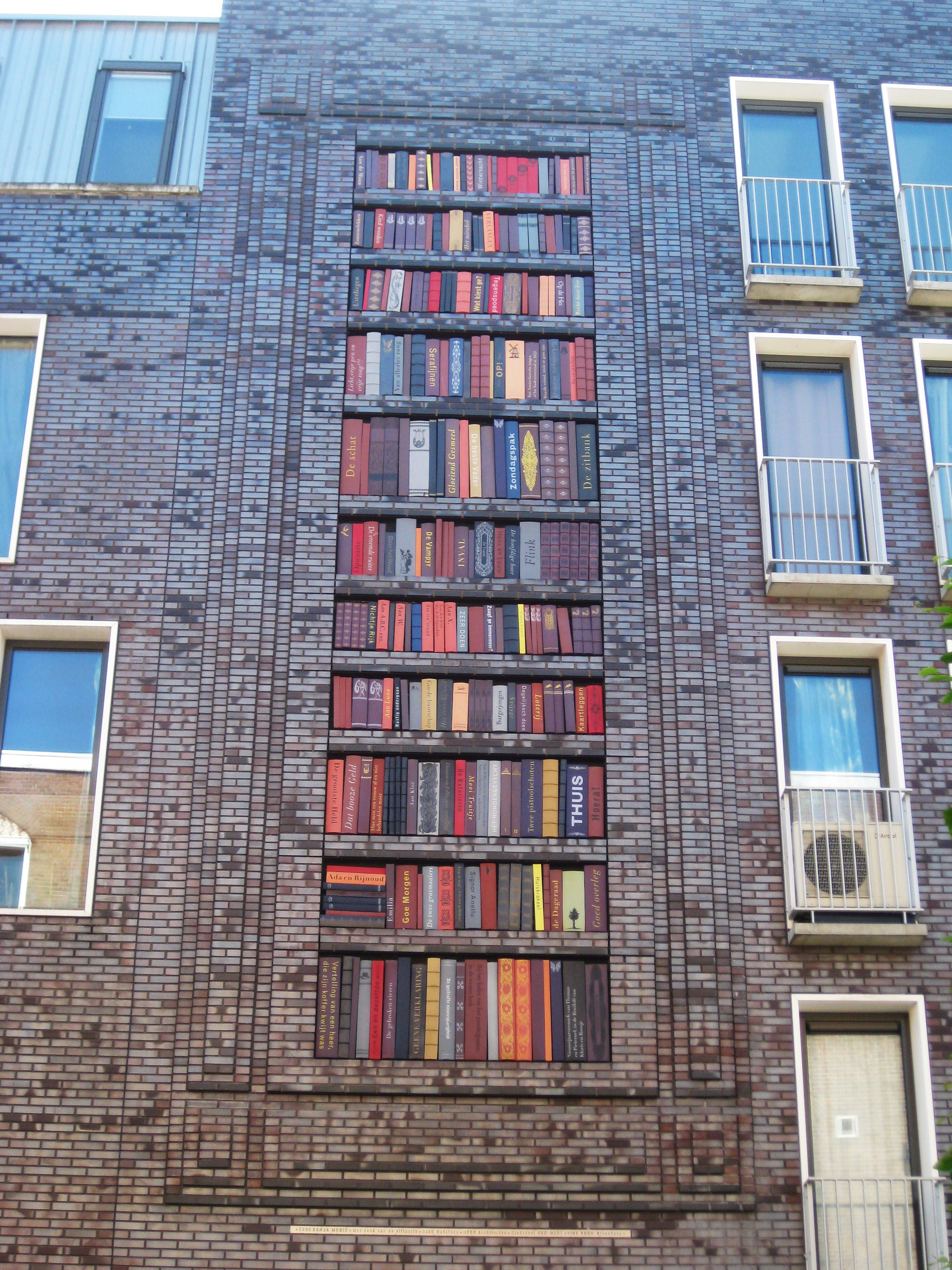
168 De boekenkast Sanja Medić Foto 2015
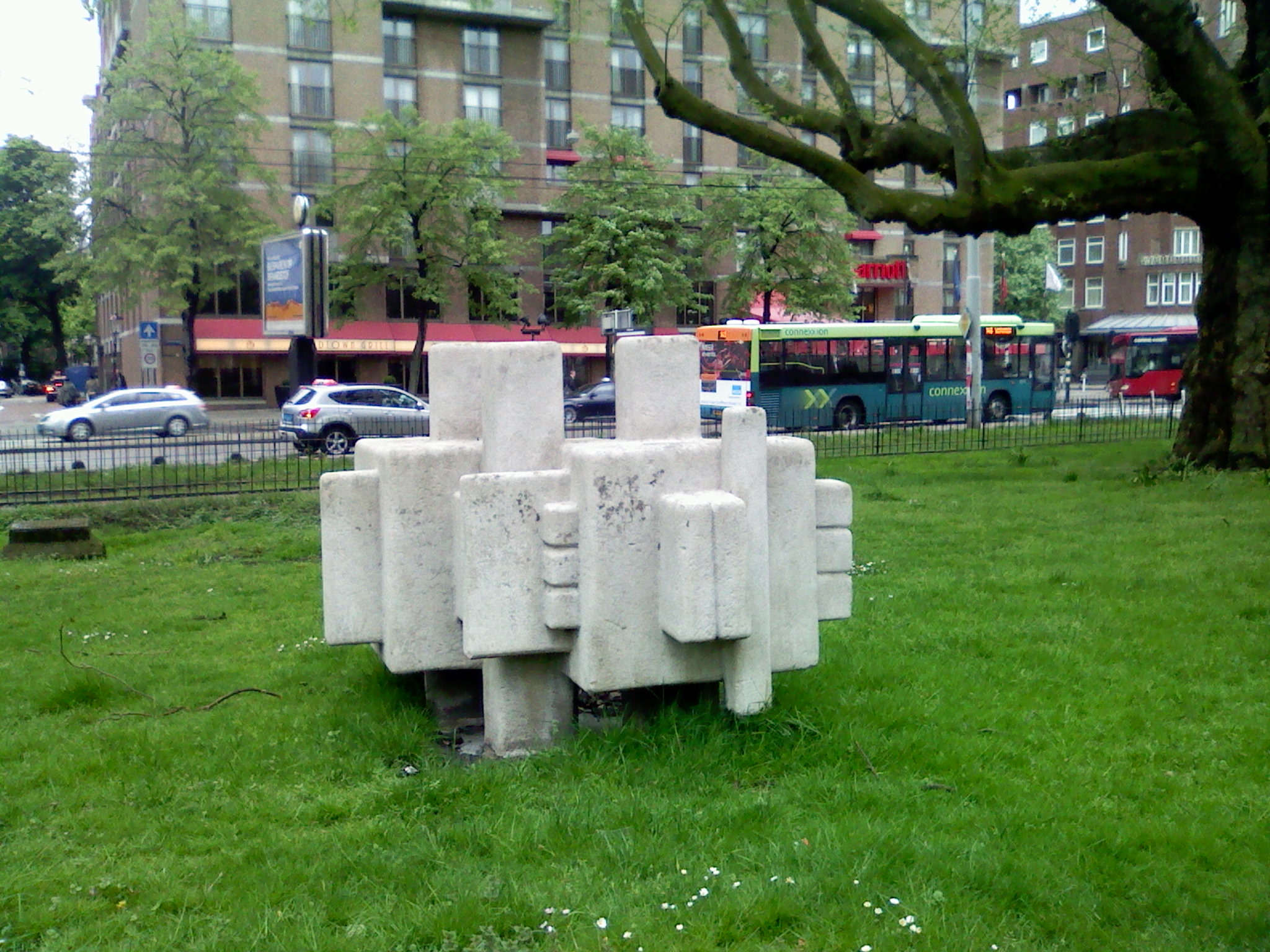
171 Horizontale compositie Henk Zweerus Foto: 2013

### Amsterdam Centrum

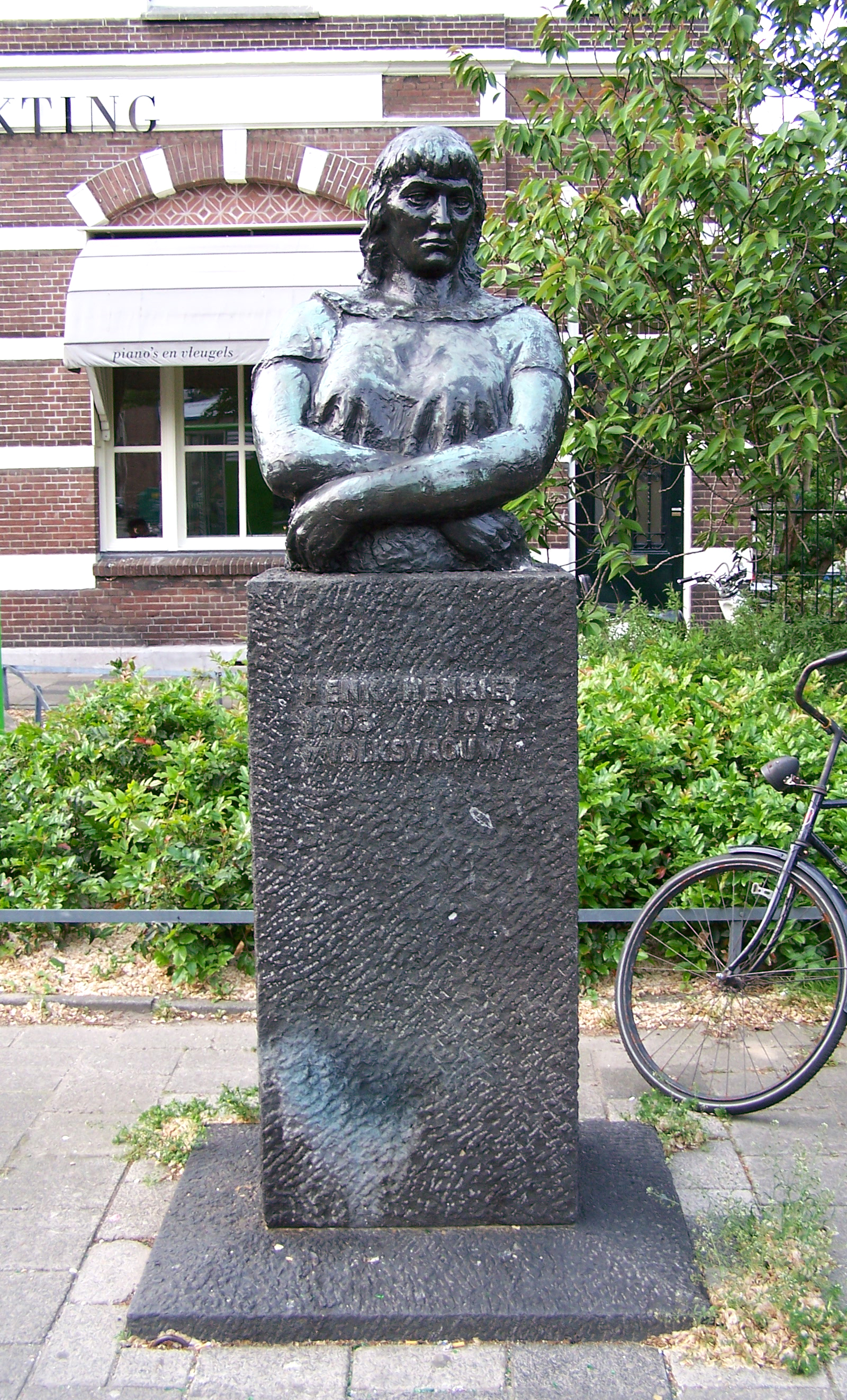
176 Volksvrouw Henk Henriët Foto : 2009
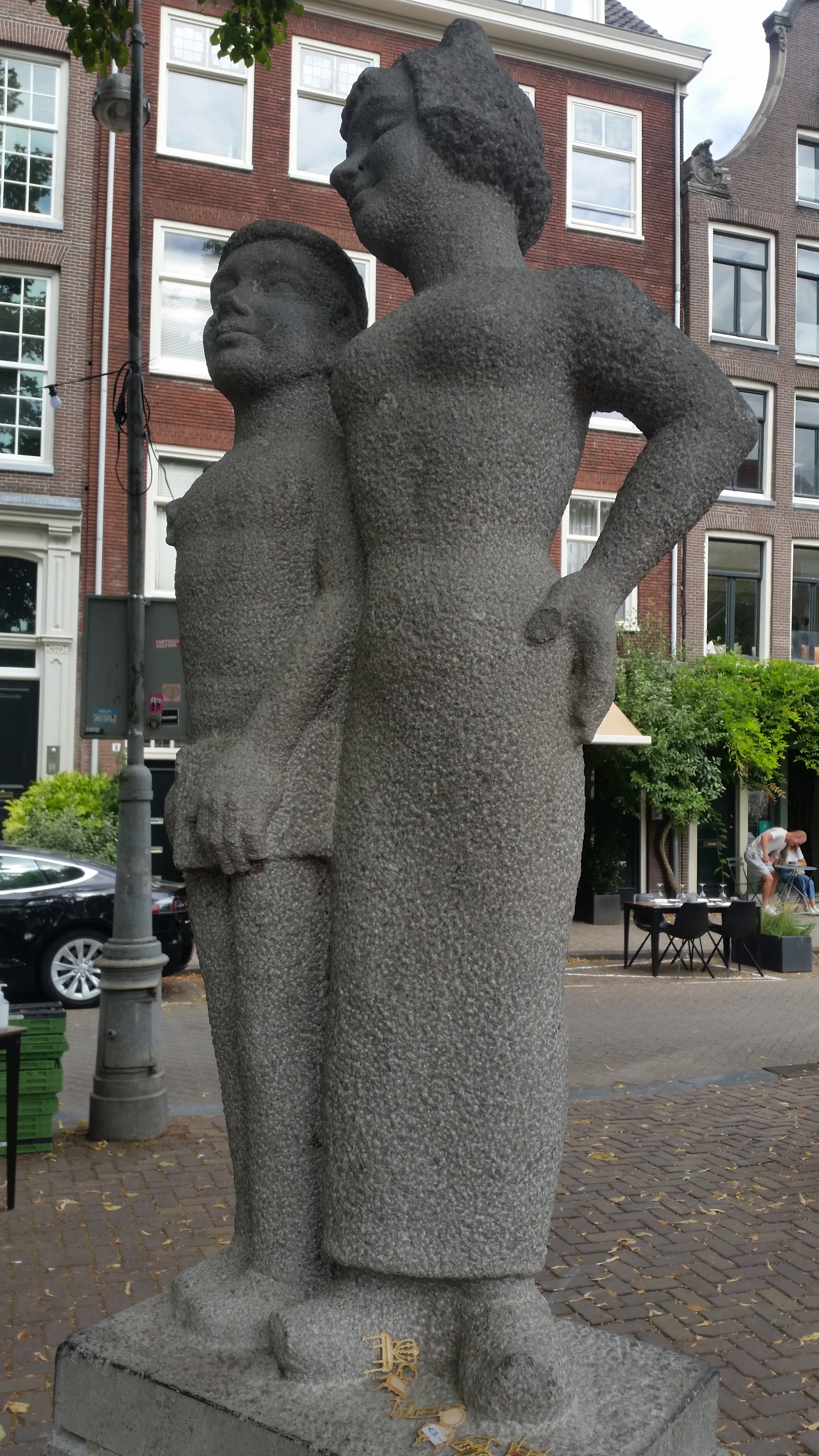
177 Woutertje Pieterse en Femke Frits Sieger Foto: 2020
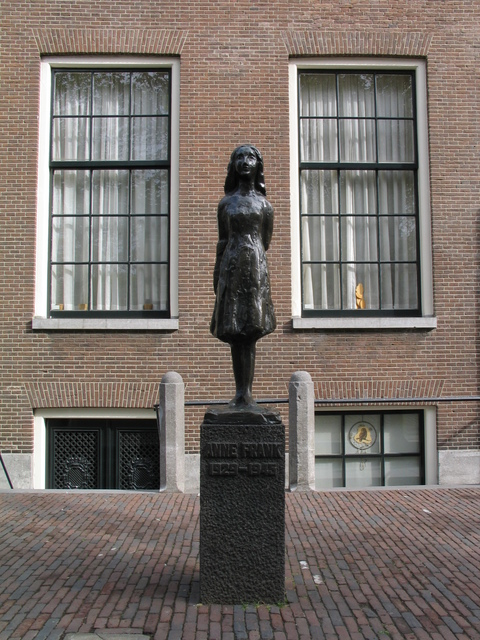
181 Beeld van Anne Frank Mari Andriessen Foto: 2003

### Amsterdam Zuid

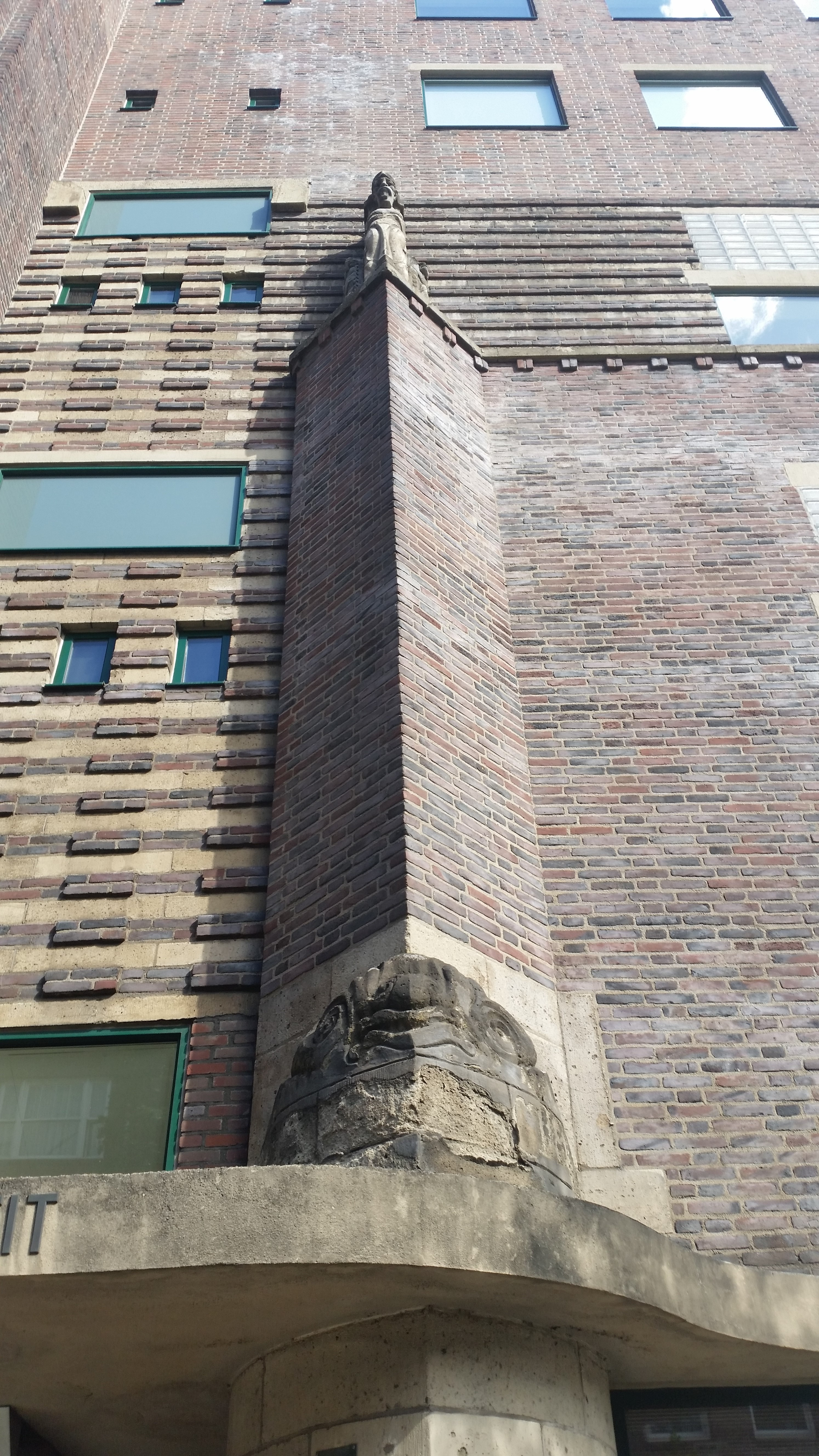
243 De mensch, de stof opwekkend en beheerschend Theo van Reijn Foto: 2020
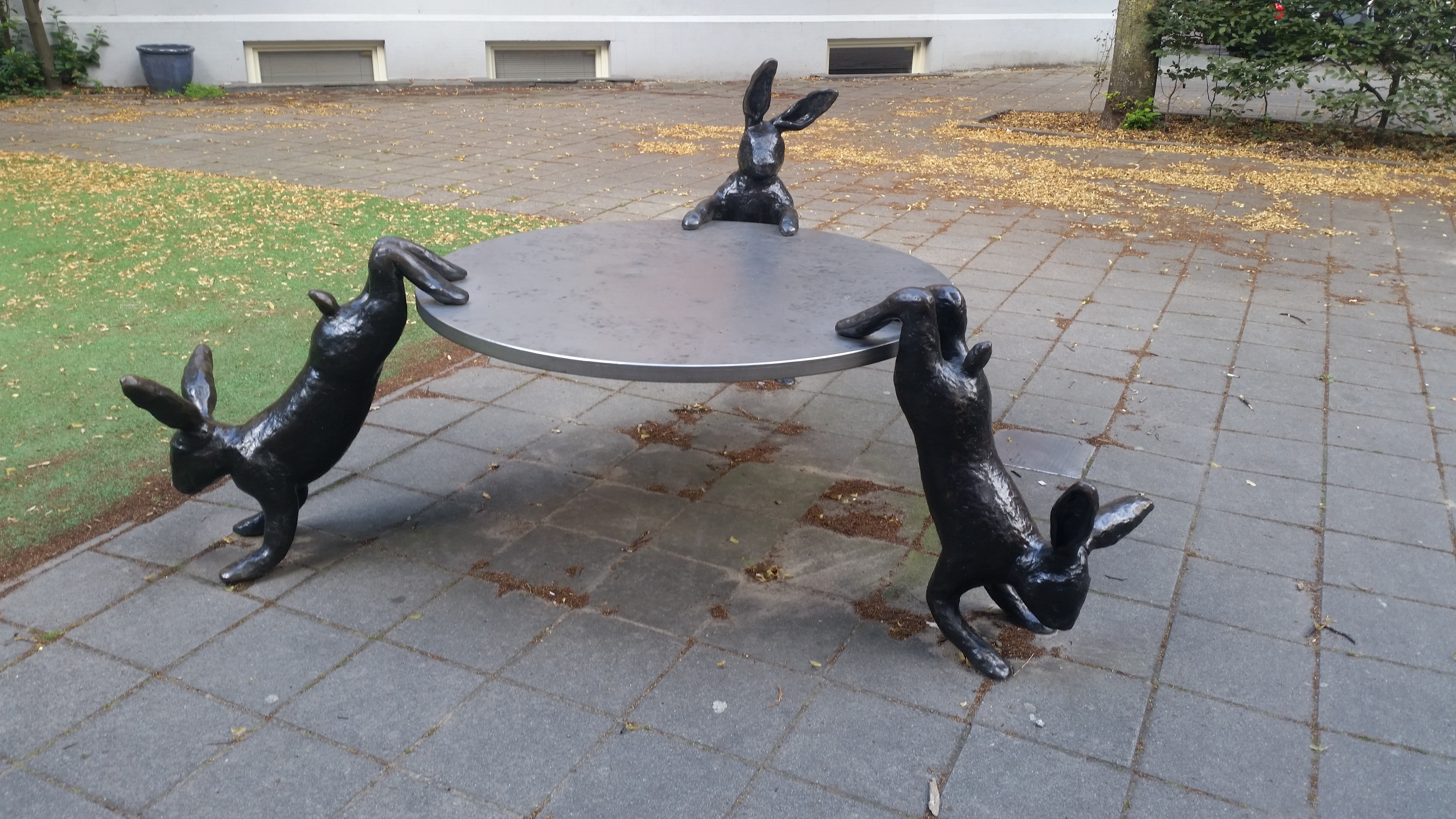
244 Hazentafel Iris Le Rütte Foto: 2020
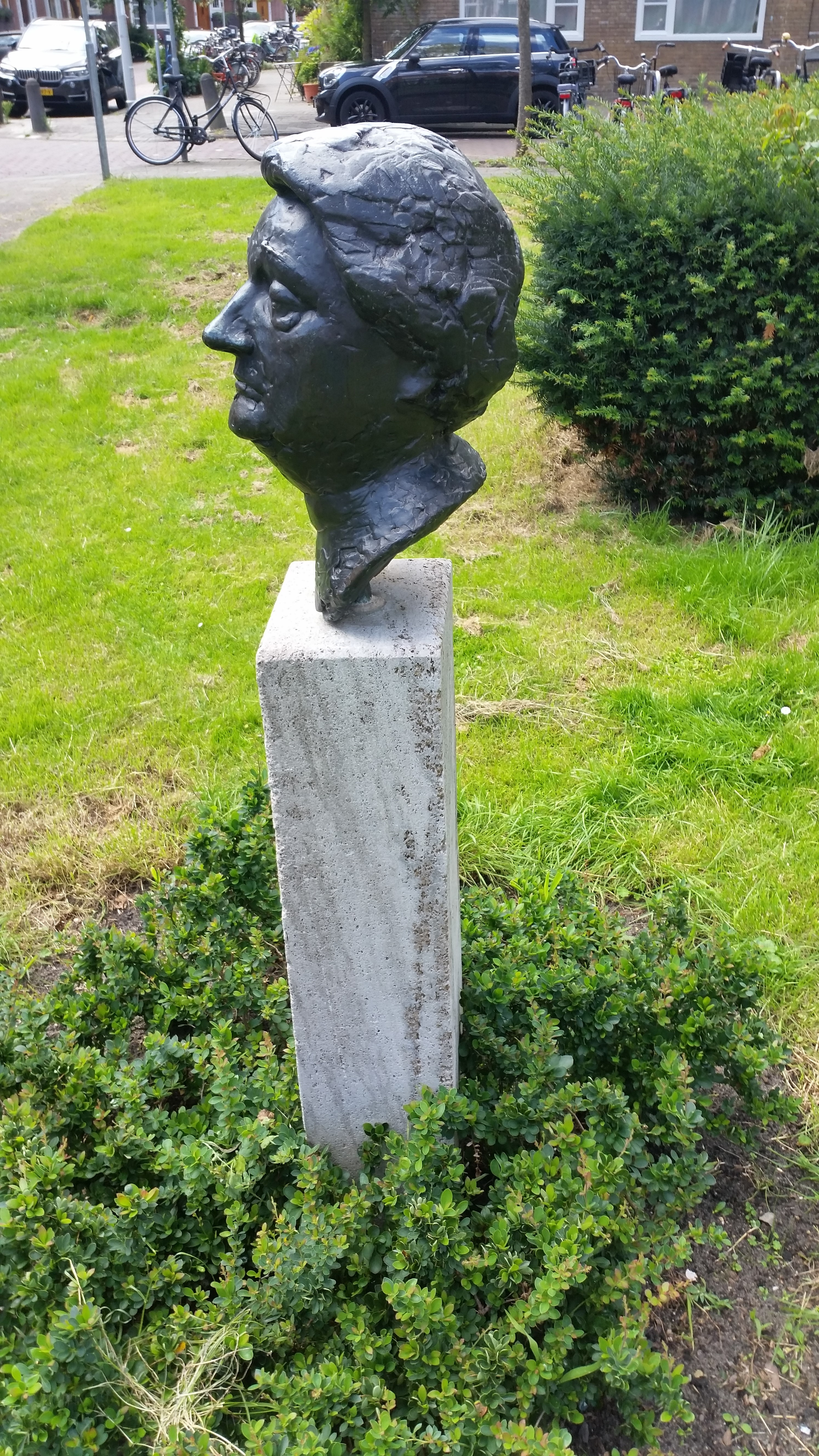
271 Gedenkteken Truus Wijsmuller-Meijer Herman Diederik Janzen Foto: 2020

### Amsterdam Oost

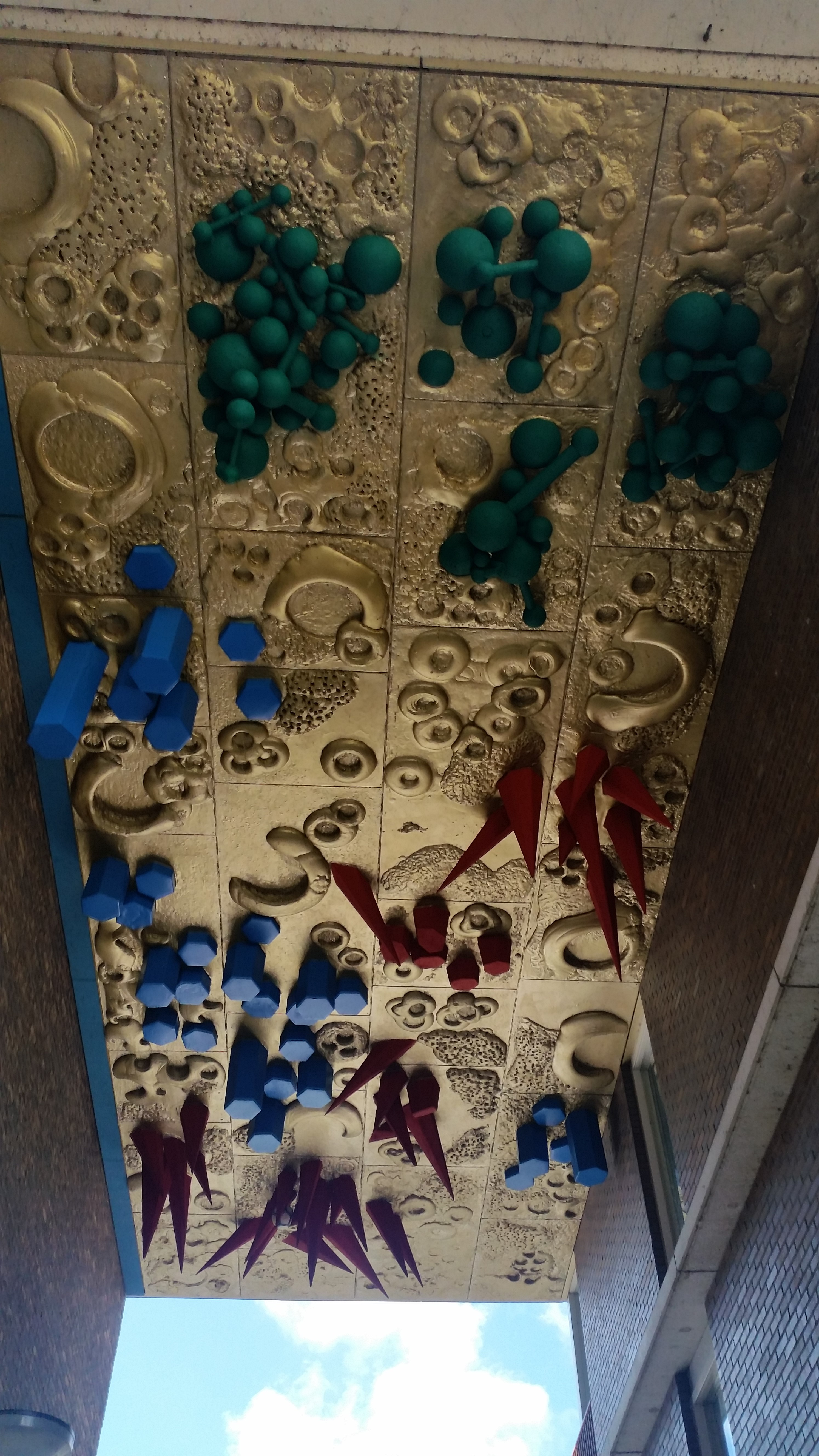
349 Nautilus Barbara Nanning Foto: 2020
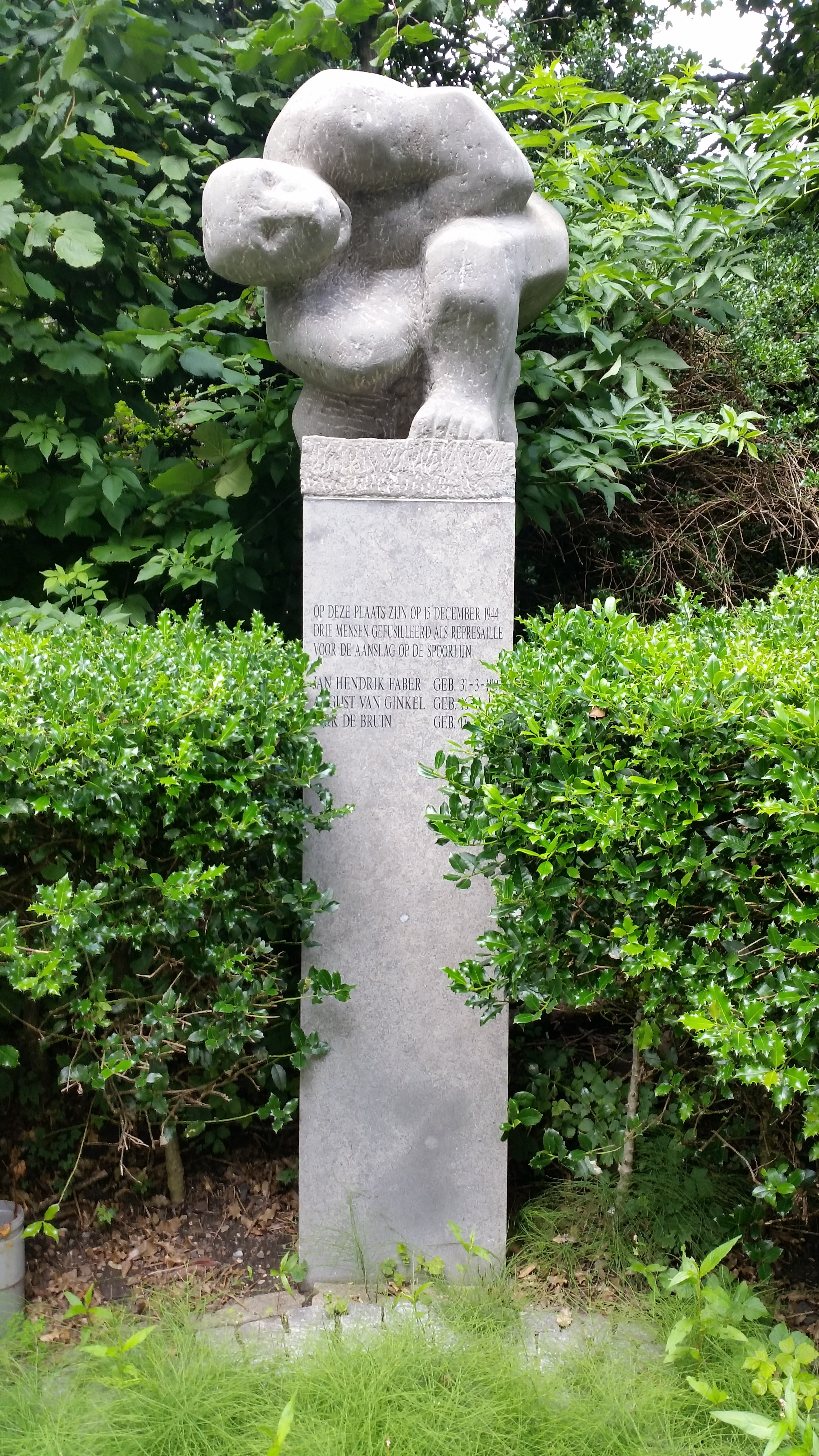
375 Het buikschot Adam Jansma Foto: 2020
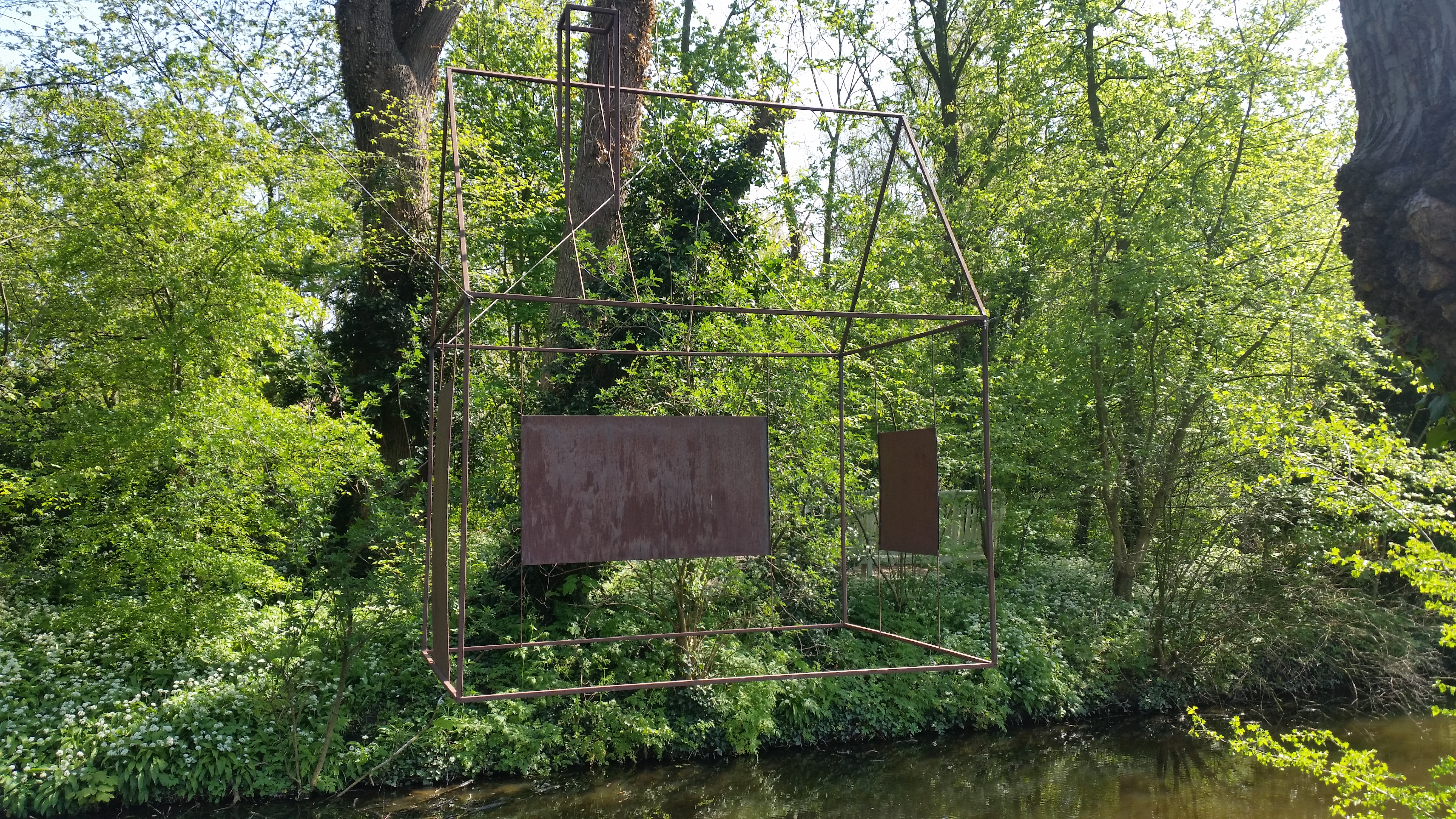
388 Anachoreoo Berend Strik Foto 2020

### Amsterdam Zuidoost

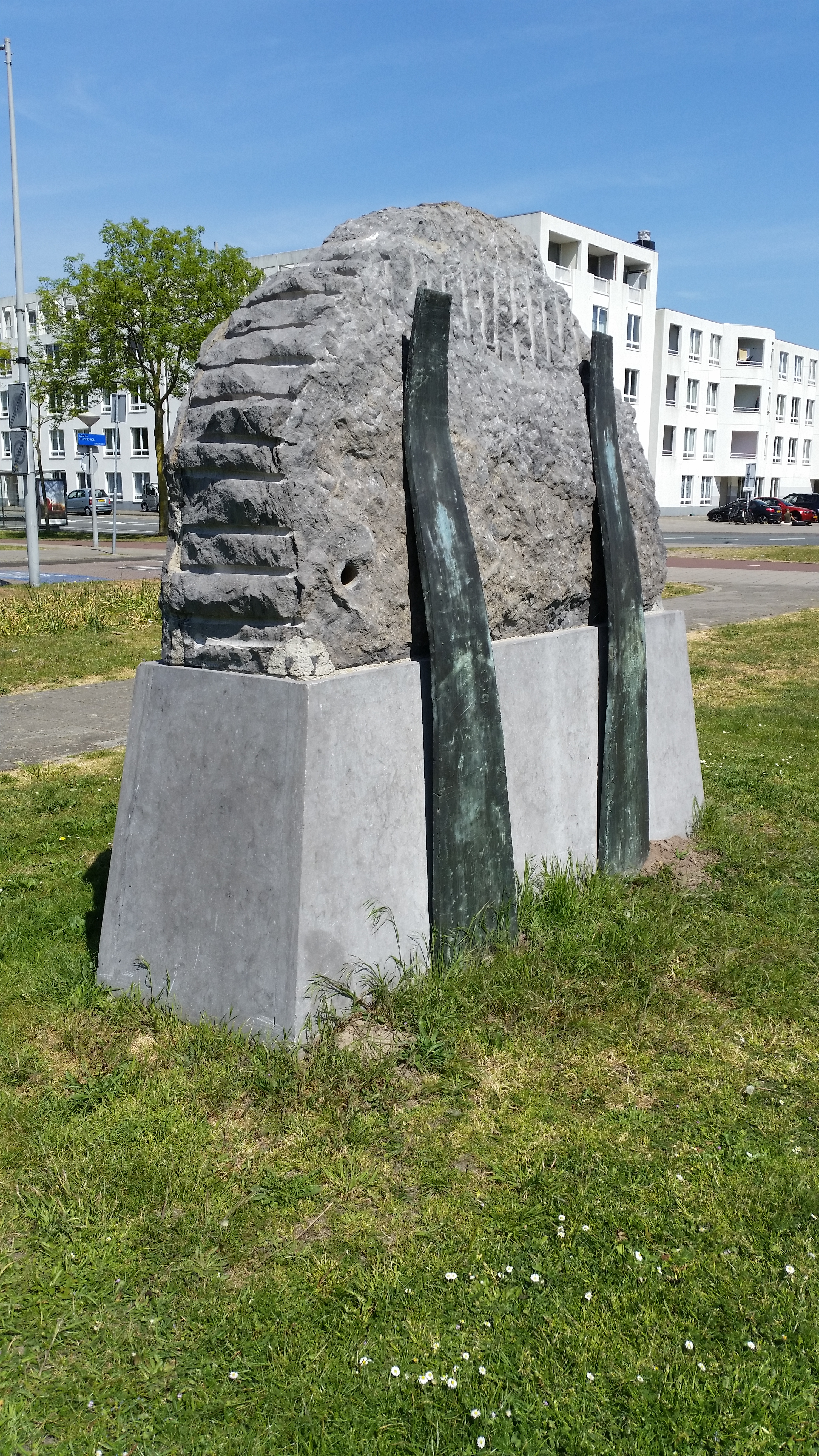
407 Maria Planeta Citta Evert van Kooten Niekerk Foto: 2020
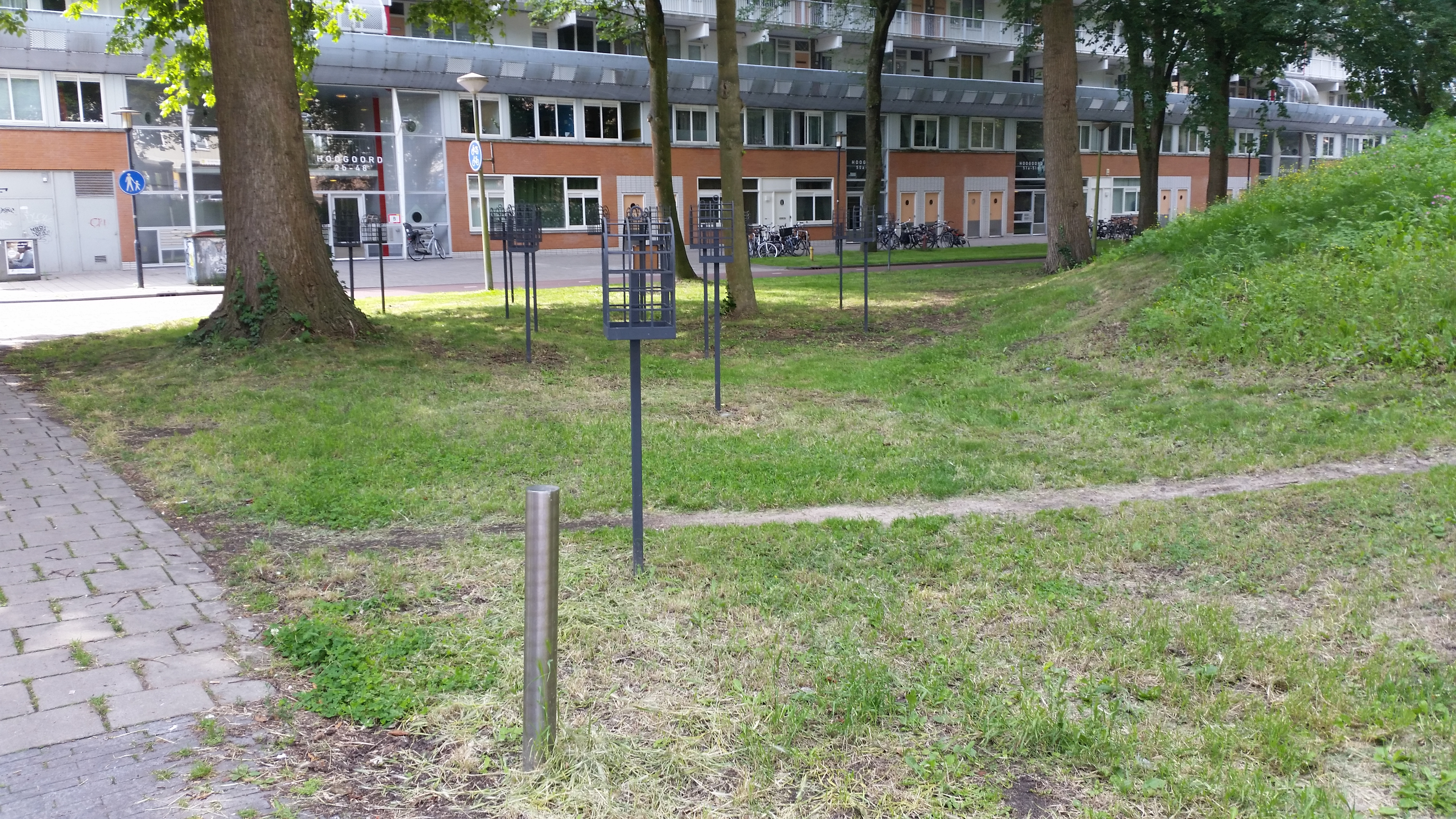
423 Vogelparade Ko Aarts Guido Vlottes Foto: 2020
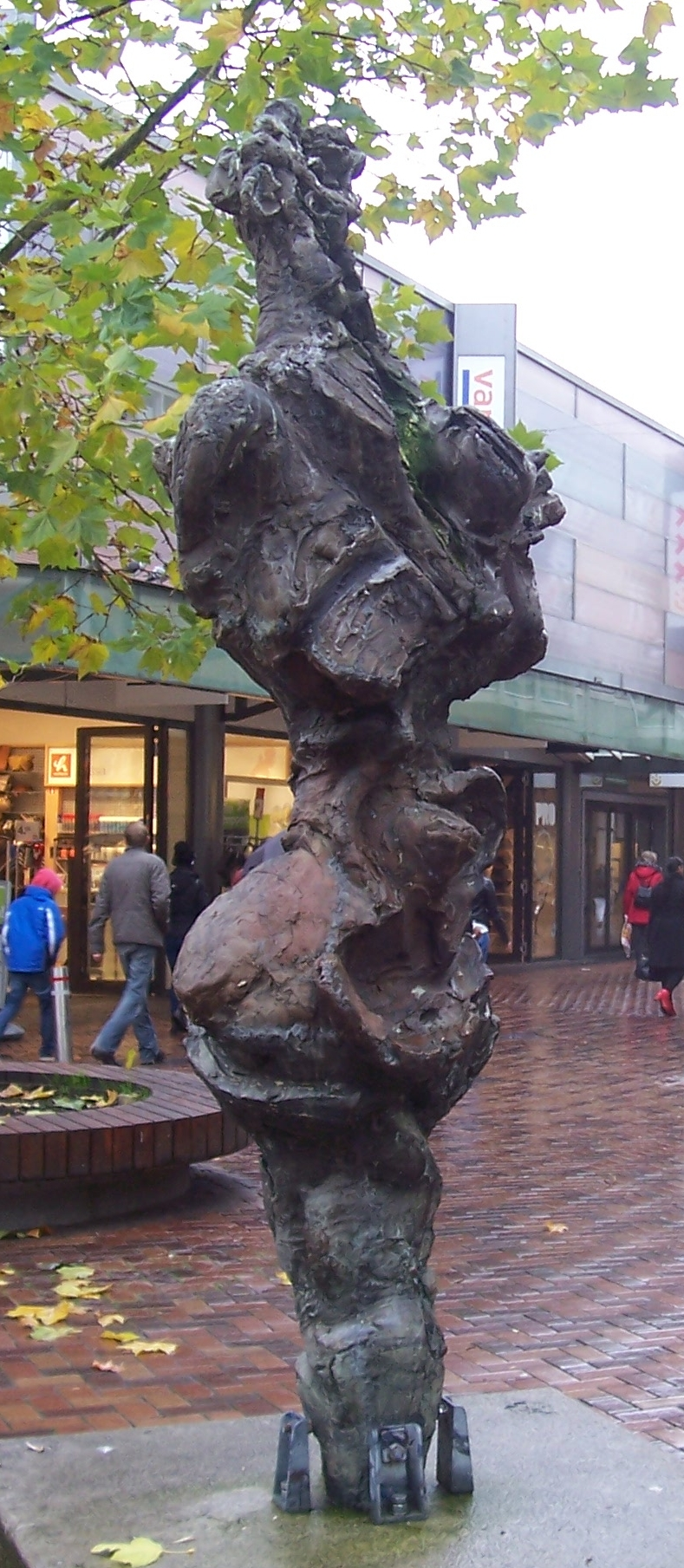
421 Dolle Mina Erwin de Vries Foto: 2012

- 423
Vogelparade
Ko Aarts
Guido Vlottes
Foto: 2020
- 421
Dolle Mina
Erwin de Vries
Foto: 2012